# 롤랑
롤랑(언어 오류(frk): Hrōþiland 흐로딜란드, 영어: Roland)은 유럽 중세 · 르네상스 시기의 문학 작품에서 샤를마뉴의 12기사단 팔라딘의 필두로 등장하는 인물이다. 이탈리아 · 프랑스의 무훈시에서 중요한 활약을 하는 인물이다. 

## 행적
역사적인 롤랑은 브르타뉴 변경백으로, 브르타뉴인에 대항해 프랑크 왕국의 국경을 지키는데 책임이 있었다. 그의 유일한 역사적 증거는 아인하르드의 비타 카롤리 마그니에서 그가 론세스바예스 언덕 전투에서 이베리아의 바스크인에 의해 보복으로 살해된 프랑크 후위대의 일부였다고 언급하고 있다.
론세스바예스 고개에서의 롤랑의 죽음은 후기 중세 및 르네상스 문학에서 이야기되었다. 이러한 서사시 중 처음이자 가장 유명한 것은 11세기의 《롤랑의 노래》이다.